# Liga I (femminile)
La Liga I Feminin è il massimo torneo del campionato rumeno femminile di calcio organizzato dalla Federazione calcistica della Romania (FRF). Dopo che con la riforma del campionato il livello di vertice era stato rinominato Superliga, con la Liga I passata a secondo livello, e drasticamente ridotto a sole 8 squadre, passate a 10 dalla stagione 2016-2017, dalla stagione 2017-2018 il campionato è tornato ad assumere la precedente denominazione con le 10 formazioni che si affrontano a turno nel girone di andata (orientativamente disputato tra i mesi di ottobre e gennaio) e nel girone di ritorno (tra i mesi di gennaio e giugno). Per ogni partita, vengono assegnati tre punti alla squadra vincente e zero a quella perdente; in caso di pareggio, i punti attribuiti sono uno a testa.
Alla fine della stagione la squadra che ha ottenuto più punti vince il titolo di campione di Romania e accede di diritto alla UEFA Women's Champions League mentre retrocedono in Liga II Feminin le ultime due squadre classificate.
Su 33 titoli assegnati tra le stagioni 1990-1991 e 2022-2023 (il campionato 2019-2020 venne annullato a causa del COVID-19), nel campionato femminile si registra una netta predominanza dei club con sede a Cluj-Napoca, con U Olimpia Cluj (12) e Clujana (7) mentre sono 8 i club che hanno conquistato almeno un titolo nazionale.

## Albo d'oro
Divizia A
| Edizione  | Vincitore              | Secondo posto             | Club |
| --------- | ---------------------- | ------------------------- | ---- |
| 1990-1991 | ICIM Brașov            |                           | 12   |
| 1991-1992 | CFR Craiova            |                           |      |
| 1992-1993 | ICIM Brașov            |                           |      |
| 1993-1994 | Fartec Brașov          |                           |      |
| 1994-1995 | Fartec Brașov          |                           |      |
| 1995-1996 | Interindustrial Oradea |                           |      |
| 1996-1997 | Motorul Oradea         |                           |      |
| 1997-1998 | Motorul Oradea         |                           |      |
| 1998-1999 | Conpet Ploiești        |                           |      |
| 1999-2000 | Conpet Ploiești        |                           |      |
| 2000-2001 | Regal București        |                           |      |
| 2001-2002 | Regal București        | Motorul Oradea            | 7    |
| 2002-2003 | Clujana                | Șantierul Naval Constanța | 8    |
| 2003-2004 | Clujana                | Crişul Aleşd              |      |
| 2004-2005 | Clujana                | Pandurii Târgu Jiu        |      |
| 2005-2006 | Clujana                | Pandurii Târgu Jiu        | 8    |

Liga I
| Edizione  | Vincitore       | Secondo posto               | Club |
| --------- | --------------- | --------------------------- | ---- |
| 2006-2007 | Clujana         | Pandurii Lignitul Târgu Jiu | 9    |
| 2007-2008 | Clujana         | Târgoviște                  | 8    |
| 2008-2009 | Clujana         | Ripensia Timișoara          | 12   |
| 2009-2010 | Târgu Mureş     | Sporting Craiova            | 12   |
| 2010-2011 | Olimpia Cluj    | Târgu Mureş                 | 13   |
| 2011-2012 | Olimpia Cluj    | Târgu Mureş                 | 20   |
| 2012-2013 | Olimpia UT Cluj | Târgu Mureş                 | 18   |

Superliga
| Edizione  | Vincitore       | Secondo posto | Club |
| --------- | --------------- | ------------- | ---- |
| 2013-2014 | Olimpia UT Cluj | Târgu Mureş   | 8    |
| 2014-2015 | Olimpia UT Cluj | Târgu Mureş   | 8    |
| 2015-2016 | Olimpia Cluj    | Târgu Mureş   | 8    |
| 2016-2017 | Olimpia Cluj    | Năvobi Iași   | 10   |

Liga I
| Edizione  | Vincitore      | Secondo posto              | Club |
| --------- | -------------- | -------------------------- | ---- |
| 2017-2018 | Olimpia Cluj   | Vasas Femina Odorhei       | 10   |
| 2018-2019 | U Olimpia Cluj | Fortuna Becicherecu Mic    | 10   |
| 2019-2020 |                |                            | 12   |
| 2020-2021 | U Olimpia Cluj | Heniu Prundu Bârgăului     | 12   |
| 2021-2022 | U Olimpia Cluj | Heniu Prundu Bârgăului     | 12   |
| 2022-2023 | U Olimpia Cluj | Politehnica Timișoara      | 12   |
| 2023-2024 | Farul Costanza | U Olimpia Cluj             | 8    |
| 2024-2025 | Farul Costanza | Csíkszereda Miercurea Ciuc | 8    |